# Karl Meessen
Karl Matthias Meessen (* 30. Juli 1939 in Freiburg im Breisgau; † 28. Juli 2015 in Düsseldorf) war ein deutscher Rechtswissenschaftler und Hochschullehrer.

## Leben
Karl Meessen studierte nach Ablegung des Abiturs im Jahr 1958 am Düsseldorfer Görres-Gymnasium von 1958 bis 1962 Rechtswissenschaft an der Ludwig-Maximilians-Universität München und der Rheinischen Friedrich-Wilhelms-Universität Bonn sowie in London. Nach Ablegung des ersten Staatsexamens 1962 absolvierte er von 1963 bis 1964 ein Graduiertenstudium an der Universität Genf. 1965 wurde er in Bonn bei Ulrich Scheuner mit einer Dissertation zum Thema Die Option der Staatsangehörigkeit promoviert und 1967 legte er sein zweites Staatsexamen in Düsseldorf ab.
Während er von 1967 bis 1973 als Rechtsanwalt zunächst in Düsseldorf und anschließend in Frankfurt am Main tätig war, arbeitete er von 1969 bis 1972 als Wissenschaftlicher Assistent am Institut für Völkerrecht der Universität Bonn. 1972 wurde er in Bonn bei Ulrich Scheuner und Frederick Alexander Mann mit einer Arbeit zum Thema Völkerrechtliche Grundsätze des internationalen Kartellrechts habilitiert.
Meessen war als Universitätsprofessor für Öffentliches Recht, Völkerrecht, Europarecht und Internationales Wirtschaftsrecht von 1974 bis 1975 an der Universität Bonn, von 1975 bis 1976 an der Universität zu Köln, von 1976 bis 1996 an der Universität Augsburg sowie von 1996 bis 2004 an der Friedrich-Schiller-Universität Jena tätig. Während seiner Zeit in Augsburg amtierte er von 1979 bis 1983 als Universitätspräsident und nahm Gastprofessuren an der University of Chicago,
am Hochschulinstitut für internationale Studien und Entwicklung der Universität Genf und an der Universität Paris II wahr. Während seiner Zeit in Jena war er Sprecher des Graduiertenkollegs Europäisches und Internationales Wirtschaftsrecht sowie Mitglied des Vorstandes der Deutsch-Amerikanischen Juristenvereinigung und nahm eine Gastprofessur an der Universität Nizza wahr.
Nach seiner Zeit als Hochschullehrer war er ab 2004 als Rechtsanwalt in Düsseldorf tätig.

## Auszeichnungen und Ehrungen
- 1976: Bundesverdienstkreuz am Bande
- 2005: Bundesverdienstkreuz Erster Klasse

## Veröffentlichungen (Auswahl)
- als Herausgeber mit Ulrich Loewenheim und Alexander Riesenkampff: Kartellrecht – Deutsches und Europäisches Recht. Kommentar, München, 1. Aufl. 2005 (Bd. 1) und 2006 (Bd. 2), 2. Aufl. 2009, 3. Aufl. 2016, C.H.Beck. ISBN 978-3-406-67483-9.
- mit Marc Bungenberg und Adelheid Puttler: Economic Law as an Economic Good. München 2009, Sellier. ISBN 978-3-86653-858-0.
- Wirtschaftsrecht im Wettbewerb der Systeme. Tübingen 2005, Mohr Siebeck. ISBN 978-3-16-148706-4.
- Economic Law in Globalizing Markets. Den Haag 2004, Kluwer Law International. ISBN 978-90-411-2112-7.